# Вив Андерсън
Вивиан Аликзандър „Вив“ Андерсън (на английски: Vivian Alexander "Viv" Anderson, роден на 29 юли 1956 г. в Клифтън, Англия, е бивш английски футболист, защитник. Той е първият чернокож национал на Англия. Шампион на Англия и носител на две КЕШ, по една КНК и ФА Къп и три Купи на Лигата. Член на Ордена на Британската империя и член на Английската футболна зала на славата.

## Клубна кариера
През 1974 г. Андерсън пробива в мъжкия отбор на Нотингам Форест, а титулярно място печели след идването на треньора Брайън Клъф в началото на 1975 г. Той е един от първите чернокожи футболисти в английското първенство и често е обиждан на расова основа, а именно Клъф е човекът, успял да го убеди да спре да обръща внимание на обидите. При едно гостуване, в което Андерсън е резерва и е пратен да загрява, феновете на Карлайл Юнайтед започват да хвърлят по него банани, круши и ябълки. Той се прибира на резерваната скамейка и след като е попитан от треньора защо не загрява, обяснява какво се е случило. „В такъв случай си размърдай шибания задник и ми донеси две круши и един банан.“ е отговорът на Клъф, а след мача му казва „Ако се оставиш действията на такива хора да те разколебават, ще се наложи да избера друг играч вместо теб, защото ти непрекъснато ще се тревожиш какво ще кажат феновете.“ Андерсън е част от Нотингам Форест по време на едни от най-славните му години. Отборът печели първата си и единствена до момента шампионска титла на Англия през 1978 г. - веднага след влизането си в елита, и първата си Купа на Лигата, а Андерсън е един от основните играчи и записва 50 мача и четири гола във всички турнири. Следващия сезон Форест печели Купата на европейските шампиони след победа с 1:0 над Малмьо (Андерсън участва в осем от девет срещи, включително и във финала), Купата на Лигата и Чарити Шийлд, като защитникът отново е сред лидерите на отбора с 59 мача и три гола във всички турнири - само Питър Шилтън и Джон Робъртсън имат повече мачове от него (по 63). През сезон 1979/1980 Андерсън е титуляр при победата във финала на КЕШ срещу Хамбургер ШФ, както и в двата мача за Суперкупата на УЕФА, спечелена срещу Барселона с общ резултат 2:1. В следващите години Адерсън продължава да е водеща фигура във Форест, но тимът не успява да продължи с успехите.
През 1984 г. Андерсън преминава в Арсенал за 250000 британски лири и през 1987 г. печели още една Купа на Лигата. В този отбор той отново е несменяем титуляр, а след като през същата година се превръща в първата покупка на Алекс Фъргюсън начело на Манчестър Юнайтед (отново за 250000 лири), треньорът на Арсенал доста време не успява да намери достоен негов заместник. В Юнайтед Андерсън е основна част от плановете на Фъргюсън за окомплектоване на състав, който да спечели първенството за първи път от 20 години. Само след два сезона обаче губи титулярното си място, а в двата мача от спечеления финал за ФА Къп срещу Кристъл Палас Фъргюсън дори използва на неговия пост Пол Инс, който е централен полузащитник. Надеждите му да си върне титулярното място през сезон 1990/1991 се изпаряват с пристигането в отбора на Денис Ъруин, който бързо успява да се наложи. След само три мача във всички турнири до Нова година, през януари 1991 Андерсън преминава със свободен трансфер във втородивизионния Шефилд Уензди. Той помага на отбора да завърши на трето място и да спечели промоция в първа дивизия, но заради изигран мач за Манчестър Юнайтед по-рано през сезона няма право да участва за Уензди в турнира за Купата на Лигата, който „Бухалите“ печелят след като на финала побеждават именно Юнайтед. Въпреки че първоначално е взет в отбора с идеята да запълва дупки и престоят му там да е кратък, Андерсън се превръща в основен играч, няколко пъти дори е капитан, и има основна роля за доброто представяне на отбора - трето място в първа дивизия през 1992 г. и седмо място в първия сезон на Висшата лига, както и участие на финал за ФА Къп и Купата на Лигата през 1993 г., и двата загубени от Арсенал.
През същата година става играещ треньор на Барнзли в първа дивизия (по това време вече второ ниво на английския футбол), но престоят му там не е успешен и отборът завършва в дъното на класирането, на четири точки от изпадащите тимове. През 1994 г. Андерсън става помощник-треньор на бившия си колега в Манчестър Юнайтед Брайън Робсън в Мидълзбро. Въпреки че прекратява кариерата си като футболист, той остава картотекиран като играч и след серия контузии в отбора се налага да изиграе още два мача. През този сезон Мидълзбро печели шампионата на Първа английска дивизия и промоция за Висшата лига. През следващия сезон Робсън и Андерсън извеждат тима до финал за ФА Къп и Купата на Лигата, загубени съответно от Челси и Лестър, в шампионата обаче представянето е на другия полюс и Мидълзбро изпада - нещо, което биха избегнали, ако не бяха отнетите три точки по-рано през сезона, когато тимът без предизвестие отлага мач заради много контузени или болни играчи. Още през 1998 г. обаче Мидълзбро се връща в елита и отново играе финал за Купата на Лигата, загубен от Челси. Треньорското дуо напуска отбора през 2001 г., а по-късно Андерсън работи като мениджър на спортна туристическа агенция, посланик на добра воля към Футболната асоциация и гост коментатор в телевизионния канал на Манчестър Юнайтед.

## Кариера в националния отбор
Андерсън дебютира за Англия на 29 ноември 1978 г. в приятелски мач срещу Чехословакия. Треньорът Рон Грийнууд твърди, че повиквателната не е по политически причини, а следствие само на добрата форма на играча. От друга страна следващия мач на Андерсън за националния отбор е над половин година по-късно. Част е от състава на Англия на Евро 1980 и играе при победата в последния мач от групата срещу Испания. На световните първенства в 1982 г. в Испания и 1986 г. в Мексико той е част от селекцията, но не се появява в игра дори като резерва.

## Успехи
Нотингам Форест
- Първа английска дивизия:
  - Шампион (1): 1978
  - Вицешампион (1): 1979
- Купа на Лигата:
  - Носител (2): 1978, 1979
  - Финалист (1): 1980
- Чарити Шийлд:
  - Носител (1): 1978
- КЕШ:
  - Носител (2): 1979, 1980
- Суперкупа на УЕФА:
  - Носител (1): 1979
  - Финалист (1): 1980
- Междуконтинентална купа:
  - Финалист (1): 1980
- Англо-шотландска купа:
  - Носител (1): 1977

 Арсенал
- Купа на Лигата:
  - Носител (1): 1987

 Манчестър Юнайтед
- Първа английска дивизия:
  - Вицешампион (1): 1988
- ФА Къп:
  - Носител (1): 1990
- Купа на Лигата:
  - Финалист (1): 1991
- Чарити Шийлд:
  - Носител (1): 1990
- КНК:
  - Носител (1): 1991

 Шефилд Уензди
- ФА Къп:
  - Финалист (1): 1993
- Купа на Лигата:
  - Финалист (1): 1993

 Мидълзбро
- Първа английска дивизия (второ ниво):
  - Шампион (1): 1995

Индивидуални отличия
- Член на Ордена на Британската империя: 2000
- Член на Английската футболна зала на славата: 2004